# Бебсон-Парк (Флорида)
Бебсон-Парк (англ. Babson Park) — переписна місцевість (CDP) в США, в окрузі Полк штату Флорида. Населення — 1330 осіб (2020).

## Географія
Бебсон-Парк розташований за координатами 27°50′3″ пн. ш. 81°31′41″ зх. д. / 27.83417° пн. ш. 81.52806° зх. д. (27.834223, -81.528097).  За даними Бюро перепису населення США в 2010 році переписна місцевість мала площу 3,95 км², уся площа — суходіл.

## Демографія
Згідно з переписом 2010 року, у переписній місцевості мешкало 1356 осіб у 381 домогосподарстві у складі 268 родин. Густота населення становила 344 особи/км².  Було 462 помешкання (117/км²).
Расовий склад населення:
| - 73,5 % — білих - 18,1 % — чорних або афроамериканців - 2,4 % — азіатів - 0,4 % — вихідців з тихоокеанських островів - 0,1 % — корінних американців - 2,9 % — осіб інших рас |

До двох чи більше рас належало 2,7 %. Частка іспаномовних становила 8,4 % від усіх жителів.
За віковим діапазоном населення розподілялося таким чином: 22,7 % — особи молодші 18 років, 68,4 % — особи у віці 18—64 років, 8,9 % — особи у віці 65 років та старші. Медіана віку мешканця становила 23,9 року. На 100 осіб жіночої статі у переписній місцевості припадало 110,9 чоловіків;  на 100 жінок у віці від 18 років та старших — 113,0 чоловіків також старших 18 років.
Середній дохід на одне домашнє господарство  становив 48 647 доларів США (медіана — 48 452), а середній дохід на одну сім'ю — 51 536 доларів (медіана — 48 631). За межею бідності перебувало 18,9 % осіб, у тому числі 23,8 % дітей у віці до 18 років та 0,0 % осіб у віці 65 років та старших.
Цивільне працевлаштоване населення становило 348 осіб. Основні галузі зайнятості: освіта, охорона здоров'я та соціальна допомога — 32,5 %, науковці, спеціалісти, менеджери — 14,4 %, транспорт — 10,6 %, роздрібна торгівля — 9,5 %.